# Long Island, Newfoundland (västra Placentia Bay)
Long Island är en ö i Kanada.   Den ligger i provinsen Newfoundland och Labrador, i den östra delen av landet, 1 600 km öster om huvudstaden Ottawa. Arean är 5,4 kvadratkilometer. Ön ligger på den västra sidan av viken Placentia Bay.
Terrängen på Long Island är platt. Öns högsta punkt är 124 meter över havet. Den sträcker sig 5,6 kilometer i nord-sydlig riktning, och 4,6 kilometer i öst-västlig riktning.